# ジェーン・ゲディス
ジェーン・ゲディス（Jane Geddes、1960年2月5日 – ）は、アメリカ合衆国の元女子プロゴルファー。 1983年からLPGAツアーに参戦し、メジャー選手権2勝を含む通算11勝を挙げた。また、WWEタレント部門のヴァイスプレジデントであった。

## 来歴
ニューヨーク州ハンティントンで生まれる。フロリダ州立大学でゴルフ部に所属し、1981年には全国大学選手権チームのメンバーとなった。1983年にLPGAツアーに参戦し、1984年から1985年にかけて3度に亘り準優勝を果たした。
1986年の全米女子オープンで18ホールのプレーオフの末にサリー・リトルを破り、プロ初勝利を収めた。その後、翌週に再び優勝を飾った。1987年は彼女にとってベストシーズンで、マツダLPGA選手権を含む5勝と4度の2位を記録、マネーランキングの3位に喰い込んだ。ゲディスの通算11勝のうち7勝は1986年から1987年までにあげたものである。
1991年に2勝し、最後の優勝は1994年のシカゴ・チャレンジであった。マネーランキングで9回トップ20フィニッシュを果し、メジャー選手権2勝に加え、メジャーで14回のトップ10フィニッシュを記録した。2000年のLPGA50周年に、LPGAにおけるトップ50のプレーヤー及び指導者の1人として認められた。2003年のシーズンを最後にLPGAツアーから引退した。
2001年に売却する事となる「Planesia」というインターネットeコマース会社を共同設立した。2003年にサウスフロリダ大学で犯罪学の学位を取得し、後にフロリダのステットソン・ユニバーシティ・カレッジ・オブ・ローで法学の学位を取得する。2002年と2003年にはアメリカ合衆国ソルハイムカップ・チームのアシスタントキャプテンを務めた。2007年1月、トーナメント・ビジネス・アフェアーズのシニア・ディレクターとしてLPGAツアーに参加。後に競技会のヴァイスプレジデントに昇進。2009年、トーナメント運営及びプレーヤー・サービスのシニア・ヴァイスプレジデントに再度昇進した。
2011年9月、LPGAを去りWWE（ワールド・レスリング・エンターテインメント）のタレント部門担当のヴァイスプレジデントに就任した。2015年3月4日、ゲディスがWWEを去ったと報じられた。
2017年4月、フロリダの非営利法人である（ビジネスと娯楽のためにゴルフを学び、遊び、楽しむ女性と連携する組織）エグゼクティブ女子ゴルフ協会（EWGA）の最高経営責任者に任命された。EWGAはLPGAに買収され、彼女はLPGAアマチュアゴルフ協会のエグゼクティブ・ディレクターとなった。
2016年から2019年まで、国際ゴルフ経営者協会のエグゼクティブ・ディレクターを務めた。2019年、双方のエグゼクティブ・ディレクターの職を辞した。

## 私生活
コネチカット州スタンフォードの近くにパートナーである元プロテニスプレーヤーのジジ・フェルナンデスと、彼女が寄付された卵子と精子を使って出産した双子のカーソン・ザビエルとマディソン・ジェーンと一緒に暮らしている。

## プロ戦績

### LPGAツアー (11勝)
| 凡例                     |
| LPGAメジャー選手権 (2勝) |
| その他のLPGAツアー (9勝) |

| No. | 日付          | トーナメント                             | スコア                | ストローク差 | 2位の選手                                                  |
| --- | ------------- | ---------------------------------------- | --------------------- | ------------ | ---------------------------------------------------------- |
| 1   | 1986年7月14日 | 全米女子オープン                         | −1 (74-74-70-69=287)  | プレーオフ   | サリー・リトル                                             |
| 2   | 1986年7月20日 | ボストン・ファイブ・クラシック           | −7 (71-70-72-68=281)  | 1打差        | デブ・リチャード                                           |
| 3   | 1987年3月1日  | 女子ケンパー・オープン                   | −12 (67-70-69-70=276) | プレーオフ   | キャシー・ゲリング                                         |
| 4   | 1987年3月8日  | GNA/グレンデール・フェデラル・クラシック | −2 (74-74-71-67=286)  | プレーオフ   | ロビン・ウォルトン                                         |
| 5   | 1987年3月24日 | マツダLPGA選手権                         | −13 (72-68-68-67=275) | 1打差        | ベッツィ・キング                                           |
| 6   | 1987年7月5日  | ジェイミー・ファー・トレド・クラシック   | −8 (71-73-69-67=280)  | 2打差        | ジル・ブライルズ＝ヒントン ナンシー・テイラー              |
| 7   | 1987年7月19日 | ボストン・ファイブ・クラシック           | −11 (73-70-67-67=277) | 1打差        | ジョディ・ローゼンタール ドナ・ホワイト                    |
| 8   | 1991年1月20日 | ジャマイカ・クラシック                   | −6 (71-72-64=207)     | 3打差        | パティ・シーハン                                           |
| 9   | 1991年6月9日  | アトランティックシティ・クラシック       | −8 (71-68-69=208)     | 1打差        | エイミー・オルコット シンディ・シュライヤー                |
| 10  | 1993年6月6日  | オールズモビル・クラシック               | −11 (72-68-68-69=277) | 1打差        | タミー・グリーン トリッシュ・ジョンソン アリス・リッツマン |
| 11  | 1994年8月21日 | シカゴ・チャレンジ                       | −16 (68-69-68-67=272) | 3打差        | デイル・エッゲリング ロビン・ウォルトン                    |

LPGAツアー プレーオフの記録 (3勝2敗)
| No. | 年     | トーナメント                             | 対戦相手                        | 結果                                                      |
| --- | ------ | ---------------------------------------- | ------------------------------- | --------------------------------------------------------- |
| 1   | 1986年 | 全米女子オープン                         | サリー・リトル                  | 18ホールのプレーオフに勝利 (ゲディス: 71、リトル: 73)     |
| 2   | 1987年 | 女子ケンパー・オープン                   | キャシー・ゲリング              | 1ホール目ボギーで勝利                                     |
| 3   | 1987年 | GNA/グレンデール・フェデラル・クラシック | ロビン・ウォルトン              | 1ホール目バーディーで勝利                                 |
| 4   | 1991年 | Phar-Mor ヤングスタウン                  | デブ・リチャード                | 1ホール目相手のバーディーで敗退                           |
| 5   | 1996年 | ヘルスサウス・イノーギュラル             | マーサ・ナウジー カリー・ウェブ | ウェブが4ホール目パーで勝利 ナウジーは1ホール目パーで脱落 |

### 欧州女子ゴルフツアー(1勝)
- 1989年 ウィータビックス全英女子オープン（メジャー昇格前）

### JLPGAツアー (1勝)
- 1987年 宝インビテーショナル[6]

### ALPGツアー(2勝)
- 1990年 ダイキョー・オーストラリア・レディースマスターズ
- 1991年 ダイキョー・オーストラリア・レディースマスターズ

## メジャー選手権

### 勝利 (2勝)
| 年     | 選手権           | スコア                | ストローク差 | 2位の選手        |
| ------ | ---------------- | --------------------- | ------------ | ---------------- |
| 1986年 | 全米女子オープン | −1 (74-74-70-69=287)  | プレーオフ 1 | サリー・リトル   |
| 1987年 | マツダLPGA選手権 | −13 (72-68-68-67=275) | 1打差        | ベッツィ・キング |

1 18ホールのプレーオフに勝利。ゲディス: 71、リトル: 73。

## 団体戦
プロ
- ソルハイムカップ (アメリカ合衆国代表): 1996年 (勝利)
- ハンダカップ (アメリカ合衆国代表): 2006年 (勝利)